# Psila oxycera
Psila oxycera är en tvåvingeart som beskrevs av Shatalkin 1986. Psila oxycera ingår i släktet Psila och familjen rotflugor. Inga underarter finns listade i Catalogue of Life.